# Anthurium angustisectum
Anthurium angustisectum är en kallaväxtart som beskrevs av Adolf Engler. Anthurium angustisectum ingår i släktet Anthurium och familjen kallaväxter. Inga underarter finns listade.